# سما الموصل (قناة)
قناة سما الموصل هي قناة تلفزيونية فضائية عراقية تبث من مدينة الموصل وتتمحور برامجها حول الثقافة المحلية واخبار البلد.

## تأسيس
أعلنت إدارة محافظة نينوى برئاسة المحافظ أثيل النجيفي عن عزمه إنشاء قناة فضائية عام 2010م وقررت تسميتها «سما الموصل». تلقى فريق من سما الموصل تدريبا من مؤسسة الإذاعة والتلفزيون التركية. تفقدها أثيل النجيفي بداية 2011م ليرى سير العمل وأبدى ملاحظاته حول الاستعدادات.
بدأ البث عام 2011م.

## برامج
معاً لتحسين الخدمات: تقديم: عدي فوزي وخولة الخطاب إخراج : عبير الغانم
- فلوسك على گد جوابك: إعداد أنس عمر تقديم غزوان أنس
- جلسة إفتاء: إسبوعي ديني تقديم الدكتور مازن الكلاك إخراج محمد السبعاوي
- مسابقات دينية: إعداد محمد السبعاوي تقديم نصير إخراج محمد السبعاوي
- مسابقات سما: إسبوعي إعداد عبد الله شامل وتقديم غزوان أنس وإخراج أنس عمر
- مخترعون / إسبوعي منوّع إعداد وتنفيذ محمد السبعاوي تقديم نصير
- افراح العيد /إعداد وتقديم محمد زكي إخراج حسان كلاوي
- تهاني وأغاني إسبوعي منوع تقديم غزوان أنس وإخراج حسان كلاوي
- عذوبه وشجن / برنامج شعري إسبوعي إعداد وتقديم فدعم الحيالي إخراج حسان كلاوي
- ضيافة رياضية / رياضي إسبوعي إعداد محمود السليفاني تقديم غزوان أنس إخراج محمد السبعاوي
- عطاء الشباب
- سمعني واسمعك إعداد وتقديم جاسم حيدر إخراج حسان كلاوي
- صوره من الواقع / تقديم جاسم حيدر إخراج أنس عمر
- عين على نينوى / تنفيذ محمد السبعاوي
- بالعافية / إسبوعي اعداد وتقديم عاتكة إخراج محمد السبعاوي
- عياده سما / إسبوعي صحي تقديم خولة خطاب إخراج أنس عمر
- لقاء خاص / إسبوعي
- بصريح العبارة / إسبوعي
- المنتخب / إعداد وتقديم سلطان جرجيس
- منكم وإليكم
- برنامج حديث الإسبوع مع محافظ نينوى / إعداد وتقديم الإعلامي المعروف جرير محمد/ إخراج حسان كلاوي
- برنامج مواعيد / إعداد وتقديم الإعلامي جرير محمد / إخراج حسان كلاوي
- برنامج عالموصل دنحكي / إعداد وتقديم الباحث الشهيد واثق الغضنفري / إخراج عبير الغانم
- من المدينة / إعداد وتقديم أنس طلال